# مارمولک پرنده سولاوسی
مارمولک پرنده سولاوسی (نام علمی: Draco spilonotus) نام یک گونه از سرده مارمولک های پرنده است.این گونه بومی جزایر سولاوسی در اندونزی می باشد و اطلاعات بیشتری از این گونه موجود نیست.